# 切明温泉

切明温泉

切明温泉（きりあけおんせん）は、長野県下水内郡栄村の秋山郷南部にある温泉である。

## 泉質
- カルシウム・ナトリウム - 塩化物・硫酸塩泉[1]
  - 源泉温度は54.7度[2]

## 温泉街
切明温泉を流れる中津川の左岸には、河原に温泉が湧出しており（野湯）、河床を掘り天然の露天風呂を楽しむことができる。湧出温度が50℃を超えるため、川の水を引き込み適温に調節して入浴する。
宿泊施設は3軒。「切明リバーサイドハウス」「秘境の宿 雪あかり（旧称・切明園）」「切明温泉 旅籠・雄川閣」が営業しており、それぞれ日帰り入浴も扱っている。

## 歴史
村史によると、切明温泉に関する現存最古の記録は江戸時代中期の享保7年（1722年）。湯治客のための普請が寛政4年（1792年）から始まった。
1700年頃、箕作村（現・栄村箕作地区）の名主、島田三左衛門がこの地に温泉を発見し、営業を開始したが、江戸時代後期に水害で流されてしまった。それから250年余り経った1972年（昭和47年）に栄村村営の雄川閣が営業を再開した。

## アクセス
新潟県津南町の中心部から秋山郷入口（見玉集落）までは南越後観光バスの路線バスが、見玉バス停から切明集落までは予約型乗合タクシーが運行されており、接続するダイヤが組まれている。詳細は「秋山郷#交通」を参照。